# Torquay
Torquay (uitspraak: Torkie) is een badplaats in het Zuid-Engelse graafschap Devon. Ze ligt aan de baai Torbay aan Het Kanaal.
De stad is schilderachtig gelegen en heeft een zacht klimaat. Hierdoor is ze populair als toeristenplaats. Torquay zelf heeft ongeveer 65.000 inwoners. De stad heeft zich langs de baai uitgebreid en vormt samen met de aangrenzende gemeenten Paignton en Brixham de bestuurlijke eenheid Torbay, met een inwonertal van ongeveer 125.000.

## Bezienswaardigheden
Het museum van de lokale natuurhistorische vereniging herbergt een grote collectie voorwerpen uit het Paleolithicum, onder meer afkomstig uit Kent's Cavern, een grot in de nabijheid. Verdere bezienswaardigheden zijn de ruïne van Torre Abbey en een abdij van de premonstratenzers uit de 13e eeuw.

## Sport
Uit Torquay komt de voetbalclub Torquay United FC. Die speelt zijn thuiswedstrijden in stadion Plainmoor.

## Trivia
- In Torquay stond het hotel dat John Cleese inspireerde voor de komische televisieserie Fawlty Towers.[2]

## Dochtersteden
Omdat het onderdeel uitmaakt van Torbay heeft Torquay twee dochtersteden:
- Hamelin (sinds 1973)
- Hellevoetsluis (sinds 1989)

## Geboren
- Richard Francis Burton (1821-1890), ontdekkingsreiziger en oriëntalist
- Percy Fawcett (1867-1925), ontdekkingsreiziger
- Agatha Christie (1890-1976), detectiveschrijfster
- Emily Perry (1907-2008), actrice
- Peter Cook (1937-1995), komiek
- Martin Turner (1947), bassist (Wishbone Ash)
- Roger Deakins (1949), cameraman
- Miranda Hart (1972), actrice en comédienne
- Penny Mordaunt (1973), conservatief politica
- Lily Cole (1988), actrice en model
- Joshua Hunt (1991), wielrenner
- Kieffer Moore (1992), Welsh voetballer
- Harrison Wood (2000), wielrenner

## Galerij

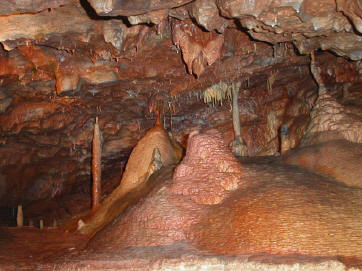
In Kent's Cavern
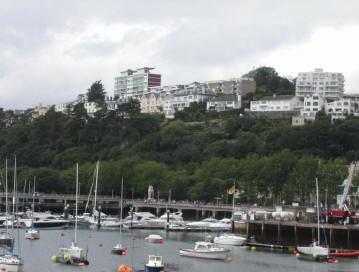
Haven van Torquay
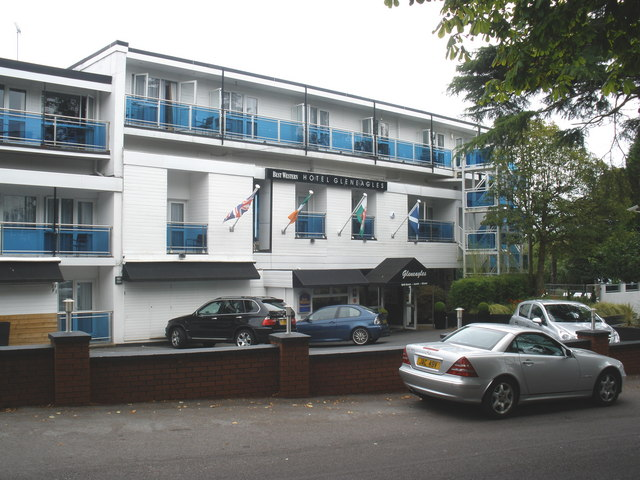
Het Gleneagles Hotel in Torquay, dat model stond voor Fawlty Towers